# El Mundo Deportivo
Mundo Deportivo (tot 1999 El Mundo Deportivo) is een in Barcelona gevestigde Spaanse sportkrant die sinds 1906 wordt uitgegeven door Grupo Godó. CEO en hoofdredacteur is Santi Nolla. Het hoofdonderwerp van de krant is over het algemeen FC Barcelona en andere sport-gerelateerde zaken in Spanje. De krant wordt in heel Spanje uitgegeven in het Castiliaans.
De grootste concurrent is Sport, dat eveneens FC Barcelona als centraal thema heeft en in Barcelona gevestigd is.

## Geschiedenis
Mundo Deportivo is, na de Italiaanse Gazetta dello Sport (1896), de op een na oudste sportkrant ter wereld. In 1906 werd de krant opgericht door een groep sportliefhebbers. In de beginjaren werden de artikelen over verschillende sporten geschreven door journalisten die zelf de betreffende sport beoefenden. Destijds schreven deze journalisten meer vanuit een passie voor de sport dan vanuit een journalistieke roeping. In tegenstelling tot de huidige situatie stond tennis, in plaats van voetbal, centraal in Mundo Deportivo. Pas in 1920, toen het Spaanse voetbalelftal op de Olympische Spelen de zilveren medaille won, begon voetbal echt populair te worden, waardoor voetbal het belangrijkste aandachtspunt van El Mundo Deportivo werd.